# Kyle Gritters
Kyle Gritters  (né le 3 mai 1983 à Palm Desert) est un coureur cycliste américain.

## Biographie
Kyle Gritt a commencé sa carrière professionnelle en 2004 dans l'équipe américaine Monex. Au cours de la saison suivante, il rejoint l'équipe Seasilver appelée ensuite Successfulliving.com. Il remporte avec cette équipe une étape du Tour de Murrieta. Depuis 2006, il court pour l'équipe des États-Unis, Health Net-Maxxis. En 2008, il remporte la sixième étape du Tour de Taïwan.

## Palmarès
- 2005
  - 3e étape du Tour de Murrieta
- 2006
  - 3e du Manhattan Beach Grand Prix
- 2008
  - 6e étape du Tour de Taïwan
  - Garrett Lemire Memorial Grand Prix
- 2014
  - Canton Cycling Classic :
    - Classement général
    - 2e étape

## Classements mondiaux
| Année         | 2008 |
| ------------- | ---- |
| UCI Asia Tour | 213e |